# Веселі расплюєвські дні
«Веселі расплюєвські дні» — радянський художній фільм 1966 року. Екранізація сатиричної комедії О. В. Сухово-Кобиліна «Смерть Тарєлкіна». Назву фільму не було придумано його творцями: відомо, що за наполяганням цензури «Смерть Тарєлкіна» вперше побачила сцену під назвою «Расплюєвські веселі дні». Під час зйомок режисер і виконавець головної ролі Ераст Гарін отримав травму, після якої перестав бачити на одне око.

## Сюжет
Щоб позбутися від боргів, чиновник Тарєлкін інсценує власну смерть і «воскресає» під ім'ям свого сусіда Копилова, дійсно померлого. Життя Копилова, на біду, виявляється багате ще гіршими неприємностями, ніж ті, від яких намагався врятуватися Тарєлкін.

## У ролях
- Ераст Гарін —  Кандид Тарєлкін / Сила Силич Копилов, надвірний радник
- Микола Трофімов —  Іван Антонович Расплюєв, квартальний поручик
- Анатолій Папанов —  Максим Кузьмич Вараввін, дійсний статський радник / капітан Полутатарінов
- Іван Жеваго — часний пристав Ох
- Георгій Георгіу —  поміщик Чванкін
- Світлана Харитонова —  Людмила Спиридонівна Брандахлистова, міщанка
- Олександра Денисова —  Мавруша
- Іван Рижов —  двірник Пахомов
- Лев Поляков —  поліцейський Качала
- Іван Косих —  поліцейський Шатала
- Герман Качин —  Іванко, поліцейський писар
- Володимир Маслацов —  чиновник
- Георгій Мілляр —  чиновник Омега
- Микола Горлов —  чиновник
- Валентин Брилєєв —  чиновник
- Маргарита Жарова —  наречена  (немає в титрах)
- Валентина Караваєва — епізод (немає в титрах)

## Знімальна група
- Режисер-постановник —  Ераст Гарін,  Хеся Локшина
- Автор сценарію —  Ераст Гарін,  Хеся Локшина
- Оператор-постановник —  Олександр Рибін
- Художник-постановник —  Людмила Безсмертнова
- Композитор —  Валентин Золотарьов